# Чемпионат СССР по самбо 1964
18-й чемпионат СССР по самбо проходил в Москве с 26 по 29 декабря (категории до 60 кг, до 68 кг, до 77 кг, св. 85 кг) и в Минске с 18 по 20 декабря 1964 года (категории до 56 кг, до 64 кг, до 72 кг, до 85 кг).

## Медалисты
| Весовая категория           | Золото                                     | Серебро                                     | Бронза                                       |
| --------------------------- | ------------------------------------------ | ------------------------------------------- | -------------------------------------------- |
| Наилегчайший вес (до 56 кг) | Борис Корнюшин Советская Армия (Москва)    | Лаврентий Кациашвили «Колмеурне» (Тбилиси)  | А. Фролов «Динамо» (Москва)                  |
| Легчайший вес (до 60 кг)    | Анзор Джангобеков «Динамо» (Киев)          | Александр Лукичёв Советская Армия (Кишинёв) | Валентин Савченко «Динамо» (Свердловск)      |
| Полулёгкий вес (до 64 кг)   | Олег Степанов Советская Армия (Москва)     | Алексей Илюшин Советская Армия (Москва)     | Е. Козлов «Динамо» (Москва)                  |
| Лёгкий вес (до 68 кг)       | Арон Боголюбов «Динамо» (Ленинград)        | Виталий Дарашкевич «Буревестник» (Москва)   | Владимир Куспиш «Динамо» (Львов)             |
| Полусредний вес (до 72 кг)  | Владимир Покатаев «Буревестник» (Саратов)  | Сергей Великотный «Даугава» (Рига)          | Анатолий Столбов «Динамо» (Свердловск)       |
| Средний вес (до 77 кг)      | Анатолий Бондаренко Советская Армия (Киев) | В. Токмаков «Динамо» (Рига)                 | Георгий Котик Советская Армия (Кишинёв)      |
| Полутяжёлый вес (до 85 кг)  | Анатолий Юдин Советская Армия (Москва)     | Г. Кахабришвили Советская Армия (Тбилиси)   | Кирилл Романовский «Буревестник» (Москва)    |
| Тяжёлый вес свыше 85 кг     | Анзор Кикнадзе «Динамо» (Тбилиси)          | Семён Лисафин Советская Армия (Минск)       | Борис Шапошников Советская Армия (Ленинград) |